# Чёрный, Яков
Яков Чёрный (укр. Яків Чорний; псевдонимы — «Пуля», «Ударник», «Мушка»; 15 января 1914 — 23 декабря 1944) — деятель украинского националистического движения в период Второй мировой войны, хорунжий УПА, командир военного округа «Сян», который принадлежал к оперативной группе УПА-Запад.

## Биография
Окончил среднюю школу во Львове, служил в польской армии, учился в Люблинском университете.
Член ОУН. Арестован в 1934 году в связи с причастностью к убийству польского министра внутренних дел Бронислава Перацкого. На Варшавском процессе (1936 г.) был приговорён к двенадцати годам лишения свободы. В момент германского вторжения в Польшу вышел на свободу, после того как охрана тюрьмы разбежалась.
Во время немецкой оккупации служил в Украинской вспомогательной полиции в Пшемысле и Добромиле. В 1943 году был арестован гестапо за националистическую деятельность, выпущенный в 1944 году. После освобождения из тюрьмы в 1944 году — первый командир ВО-6 «Сян».
Погиб 23 декабря 1944 во время боя с войсками НКВД. Вместе с ним погибли двое боевиков и его жена. В его честь были названы сотни ТВ-26 «Лемко»: «Ударники 1», «Ударники 2», и т. д. Похоронен в селе Ямна Долишняя.